# Gerbillus tarabuli
Gerbillus tarabuli is een zoogdier uit de familie van de Muridae. De wetenschappelijke naam van de soort werd voor het eerst geldig gepubliceerd door Thomas in 1902.